# Фрегаты типа «Явуз»
Фрегаты типа «Явуз» — серия из четырех фрегатов, построенных для ВМС Турции. Спроектированы в Германии и относятся к семейству модульных боевых кораблей MEKO, в данном случае — MEKO 200. Контракт на поставку четырёх кораблей был подписан правительством Турции в апреле 1983 года. Два корабля были построены в Германии и два в Турции при содействии Германии. По конструкции они схожи с более крупными фрегатами типа Barbaros, которые являются улучшенными версиями фрегатов типа «Явуз».
В ВМС Турции в настоящее время осуществляется ограниченный проект модернизации комплекса радиоэлектронной борьбы. Планируется локализовать системы ECM и ECCM, активные ловушки, LWR, IRST и системы пользовательского интерфейса. 
Ожидается, что фрегаты этого типа будут заменены фрегатами типа «Стамбул».

## Состав серии
| Название           | В честь кого назван        | Верфь                              | Спущен     | В строю    | Статус  |
| ------------------ | -------------------------- | ---------------------------------- | ---------- | ---------- | ------- |
| Yavuz (F-240)      | Султан Селим I «Явуз»      | Blohm + Voss, Гамбург              | 07.11.1985 | 17.07.1987 | В строю |
| Turgutreis (F-241) | Тургут-реис                | Howaldtswerke-Deutsche Werft, Киль | 30.05.1986 | 04.02.1988 | В строю |
| Fatih (F-242)      | Султан Мехмед II «Фатих»   | Верфь Гёльчюк, Коджаэли            | 24.04.1987 | 22.07.1988 | В строю |
| Yıldırım (F-243)   | Султан Баязид I «Йылдырым» | Верфь Гёльчюк, Коджаэли            | 22.07.1988 | 21.07.1989 | В строю |